# China Taipéi
China Taipéi, también Taipéi Chino (en chino tradicional, 中華臺北; en chino simplificado, 中华台北; pinyin, Zhōnghuá Táibĕi) es el nombre oficial con el que participan los deportistas de la República de China, también conocida como Taiwán, Formosa, China Nacionalista o China Insular, en los Juegos Olímpicos y otros eventos deportivos como los Juegos Asiáticos. Así mismo, en ocasiones se ha utilizado esta denominación para las participantes de dicho país en concursos de belleza como el Miss Universo, entre otros.

## Descripción
Debido al principio de "Una sola China estipulado por la República Popular China (RPC), Taiwán, al no ser un miembro de la ONU tras su expulsión en 1971 y con disputas en curso sobre su soberanía, tiene prohibido usar o mostrar sus símbolos nacionales que representen su condición de Estado, como su nombre oficial, el himno y la bandera, en eventos internacionales. El término "China Taipéi" se propuso por primera vez en 1979 y fue aprobado en la Resolución de Nagoya, mediante la cual tanto la República de China/Taiwán como la RPC/China obtuvieron el derecho de participar como delegaciones separadas en las actividades del Comité Olímpico Internacional (COI) y sus organizaciones asociadas. Este término entró en uso oficial en 1981 tras el cambio de nombre del Comité Olímpico de la República de China (ROCOC) a Comité Olímpico de China Taipéi. Este arreglo se convirtió posteriormente en un modelo para que la República de China/Taiwán continuara participando en diversas organizaciones internacionales y asuntos diplomáticos, además de los Juegos Olímpicos, incluyendo la Organización Mundial del Comercio, la Organización Mundial de la Salud, la Convención del Metro, el APEC y concursos internacionales de belleza.
"China Taipéi" es un término deliberadamente ambiguo, diseñado para ser equívoco sobre el estatus político de la República de China/Taiwán. El significado de "chino" (Zhōnghuá, 中華) también es ambiguo, permitiendo que cada parte lo interprete como identidad nacional o esfera cultural (similar a etnónimos como anglo, árabe, hispano o iraní). La mención específica de "Taipéi", la capital de la República de China, busca evitar disputas sobre la extensión territorial de la República de China. Dado que el COI prohibió el uso del nombre "República de China", el neologismo se consideró una solución conveniente y un término más inclusivo que solo "Taiwán" tanto para el Kuomintang, el partido gobernante de la República de China en el momento de la Resolución de Nagoya, como para la RPC. La política persistente de la RPC es mantener a Taipéi aislada en el escenario mundial y se opone al uso de "Taiwán" como título oficial, para evitar que Taiwán obtenga reconocimiento internacional como un Estado independiente separado de la RPC. El término "Taiwán, China" o "Taipéi, China" fue rechazado por el gobierno de la República de China porque podría interpretarse como que Taiwán es una región subordinada a la RPC.
La opinión popular en Taiwán ha cambiado drásticamente con respecto a las relaciones a través del estrecho y los discursos nacionalistas desde la democratización de Taiwán y el fin del dominio de unipartidismo del Kuomintang. Desde entonces, "China Taipéi" ha sido visto por muchos taiwaneses como un término anacrónico, agravante y humillante. La Campaña de Rectificación del Nombre de Taiwán buscó cambiar el nombre formal de "China Taipéi" a "Taiwán" para la representación en los Juegos Olímpicos y otros eventos internacionales potenciales. Un referéndum nacional se celebró en 2018, en el que la propuesta de cambio de nombre fue rechazada. El principal argumento en contra fue la incertidumbre sobre las consecuencias de dicho cambio; en el peor de los casos, la disputa por el nombre podría ser utilizada por China como excusa para presionar al COI para excluir a Taiwán de participar en los Juegos Olímpicos por completo y forzar la revocación de su membresía existente. Esto ocurrió cuando Taiwán perdió el derecho a albergar los Juegos Juveniles de Asia Oriental de 2019 debido a la controversia sobre el cambio de nombre con China en ese año.

## Origen

### Dos Chinas en los Juegos Olímpicos
Tras la guerra civil china en 1949, se estableció la República Popular China (RPC) y el gobierno nacionalista de la República de China (ROC) se retiró a Taiwán, previamente un territorio Qing cedido al dominio japonés desde 1895 hasta su rendición al final de la Segunda Guerra Mundial en 1945. Con el tiempo, el creciente reconocimiento oficial de la RPC en actividades internacionales, como cuando se le otorgó reconocimiento en 1971 por las Naciones Unidas, en lugar del otorgado previamente a la ROC, vio cómo las relaciones diplomáticas existentes se trasladaban de Taipéi a Pekín. La ROC necesitaba llegar a una conclusión beneficiosa sobre cómo se la denominaría cuando participara la RPC en el mismo foro.

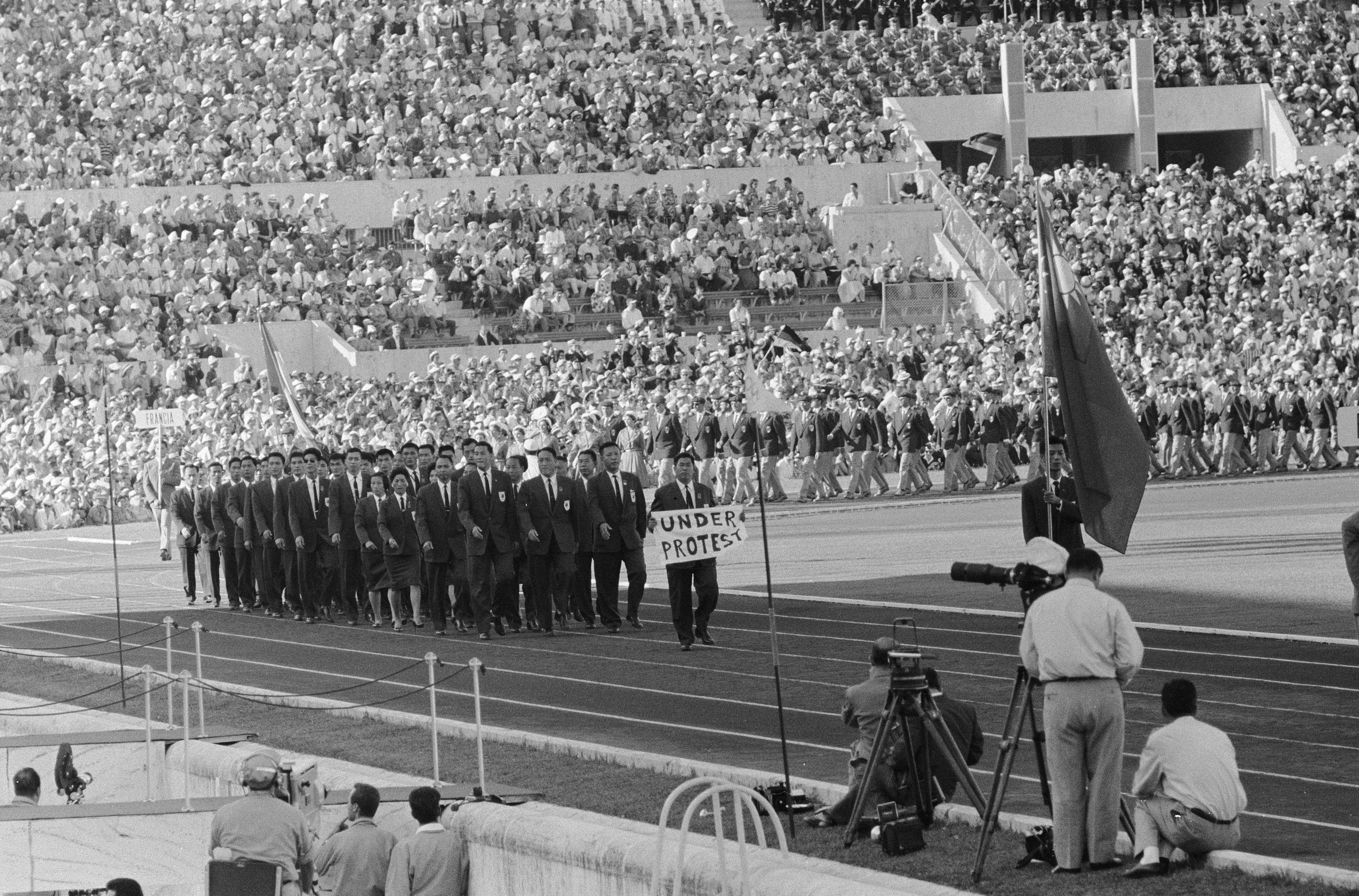
El equipo de la ROC desfiló tras una pancarta "Bajo protesta" contra el nombre "Formosa" en la ceremonia de apertura de los Juegos Olímpicos de Verano de 1960

El Comité Olímpico Internacional (COI) reconoció tanto a la RPC como a los Comités Olímpicos de la ROC en 1954. En 1958, la RPC retiró su membresía del COI y de nueve organizaciones deportivas internacionales en protesta contra la política de dos Chinas. Tras la retirada de la RPC, el COI había estado utilizando varios nombres en actividades olímpicas internacionales para diferenciar a la ROC de la RPC. Se usó "Formosa" en los Juegos Olímpicos de Verano de 1960, y "Taiwán" en 1964 y 1968. En 1975, la RPC solicitó reincorporarse al COI como la única organización deportiva que representa a toda China. El equipo taiwanés, que competía bajo el nombre de República de China en los Juegos Olímpicos anteriores, fue rechazado el derecho a representarse como la "República de China" o usar "China" en su nombre por el gobierno del país anfitrión, Canadá, en los Juegos Olímpicos de Verano de 1976. El COI luego votó para cambiar el nombre del equipo de la ROC a "Taiwán", lo cual fue rechazado por la ROC, y la ROC anunció su retirada de los Juegos Olímpicos de Verano de 1976 un día antes de la ceremonia de apertura.
El liderazgo principal de la ROC en ese momento afirmó el nacionalismo chino, sosteniendo que ambas partes de la China dividida son territorios chinos y que Taiwán no representaba todas las regiones de la ROC. Lo que la gente llama Taiwán es una de varias áreas o islas (Penghu, Kinmen y Matsu, además de Taiwán) y Taiwán por sí sola no reflejaba la "extensión territorial" de la ROC. Además, aunque es cierto que la mayoría de los productos del área controlada por la ROC están etiquetados como "hecho en Taiwán", las prácticas comerciales de la ROC son tales que se utiliza el área regional de producción para el etiquetado. Algunos vinos de Kinmen están etiquetados como "hecho en Kinmen", al igual que algunos perfumes están etiquetados como "hecho en París" y no "hecho en Francia". Por lo tanto, el gobierno de la ROC se negó a aceptar el nombre de Taiwán durante ese período.

### Resoluciones del COI de 1979
En abril de 1979, el COI reconoció al Comité Olímpico de la RPC y mantuvo el reconocimiento del Comité Olímpico ubicado en Taipéi en la 81.ª Sesión del COI celebrada en Montevideo. La resolución dejó sin resolver los problemas relacionados con los nombres, himnos y banderas de ambos comités. La RPC mostró disposición para permitir la inclusión de Taiwán en el COI, pero objetó la resolución, reafirmando que las organizaciones deportivas en Taiwán no debían usar ningún emblema de la República de China. He Zhenliang, un representante de la RPC, declaró en Montevideo:
De acuerdo con la Carta Olímpica, solo se debe reconocer un Comité Olímpico Chino. Considerando la oportunidad de los atletas en Taiwán para competir en los Juegos Olímpicos, la constitución deportiva en Taiwán podría funcionar como una organización local de China y permanecer en el Movimiento Olímpico bajo el nombre del Comité Olímpico de China Taipéi. Sin embargo, su himno, bandera y constituciones deben cambiarse en consecuencia.
Tras la 81.ª Sesión, la Junta Ejecutiva del COI designó al Comité Olímpico en Pekín como el Comité Olímpico Chino, con el himno, la bandera y el emblema de la RPC. El Comité Olímpico en Taipéi fue designado como el Comité Olímpico de China Taipéi, con un himno, bandera y emblema diferentes a los utilizados por la ROC, los cuales debían ser aprobados por la junta ejecutiva. Lord Killanin, el presidente del COI, presentó la resolución a los miembros del COI para una votación por correo tras la conclusión de la reunión de la Junta Ejecutiva del COI celebrada en octubre de 1979 en Nagoya. La resolución, conocida como la Resolución de Nagoya, fue aprobada en noviembre de 1979 por los miembros del COI, y posteriormente otras federaciones deportivas internacionales adoptaron la resolución. El código del COI y código de la FIFA es TPE.
La Resolución de Nagoya fue bien recibida por la RPC, ya que seguía el principio de Una sola China de la RPC, mientras que la ROC decidió que el Comité Olímpico de la ROC debía protestar enérgicamente contra las decisiones. Desde noviembre de 1979, el Comité Olímpico de la ROC y el miembro del COI de Taiwán, Henry Hsu, presentaron una serie de demandas en Lausana contra el COI para anular la Resolución de Nagoya. Los oficiales taiwaneses también boicotearon los Juegos de Invierno y los de Verano de 1980 en protesta por no poder usar el nombre oficial, la bandera y el himno nacional de la ROC.

### Acuerdo de 1981
En 1980, el COI enmendó la Carta Olímpica para que todos los Comités Olímpicos Nacionales (CONs) al participar en los Juegos pudieran usar banderas y himnos de delegación, en lugar de los nacionales. Juan Antonio Samaranch, el nuevo presidente del COI, se reunió varias veces con Henry Hsu para discutir el estatus del Comité Olímpico de la ROC en el COI. Para que los jóvenes pudieran participar en los Juegos Olímpicos y contrarrestar la estrategia de la RPC de aislar a la ROC, el gobierno de la ROC concluyó que el Comité Olímpico de la ROC no debía retirarse del COI.

La bandera olímpica de China Taipéi ha estado en uso desde 1981

En 1981, el gobierno de la ROC aceptó formalmente el nombre "China Taipéi". Una bandera que lleva el emblema de su Comité Olímpico sobre un fondo blanco como la bandera olímpica de China Taipéi fue confirmada en enero. Basado en la Carta Olímpica enmendada en la 82.ª Sesión del COI, se firmó un acuerdo el 23 de marzo en Lausana por Juan Antonio Samaranch, presidente del COI, y Shen Chia-ming, presidente del Comité Olímpico de China Taipéi (CTOC). El acuerdo de 1981, también conocido como el Acuerdo de Lausana, especificó el nombre, la bandera y el emblema del CTOC. Por lo tanto, el CTOC tiene derecho a ser tratado en igualdad de condiciones con otros CONs. En 1983, el himno de la bandera nacional de la República de China fue elegido como el himno de la delegación de China Taipéi, y China Taipéi ha sido listado bajo el grupo "T" en el orden de protocolo del COI. Taiwán ha competido bajo este nombre y bandera exclusivamente en cada Juegos Olímpicos desde los Juegos Olímpicos de Invierno de 1984, así como en los Paralímpicos y otros eventos internacionales (con banderas en las que los anillos olímpicos son reemplazados por un símbolo apropiado para el evento).

## Compromiso de traducción

### Chino
Tanto la República de China (ROC) como la República Popular China (RPC) acuerdan usar el nombre en inglés "Chinese Taipei". La palabra inglesa "Chinese" es ambigua y puede referirse al Estado o a la cultura. La ROC traduce "Chinese Taipei" como Zhōnghuá Táiběi (en chino simplificado: 中华台北; en chino tradicional: 中華臺北). El término Zhōnghuá también se usa en el nombre oficial de la ROC y en las empresas estatales. Mientras tanto, la RPC traduce el nombre como Zhōngguó Táiběi (en chino simplificado: 中国台北; en chino tradicional: 中國臺北) o literalmente "Taipéi, China", de la misma manera que Zhōngguó Xiānggǎng (en chino simplificado: 中国香港; en chino tradicional: 中國香港) ("Hong Kong, China"), connotando explícitamente que Taipéi es parte del Estado chino. El desacuerdo quedó sin resolver, con ambos gobiernos utilizando su propia traducción a nivel doméstico, hasta justo antes de los Juegos Asiáticos de 1990, donde Taiwán participaría oficialmente bajo el nombre de China Taipéi en una región de lengua china por primera vez, lo que forzó la necesidad de un acuerdo.
En 1989, los dos comités olímpicos firmaron un pacto en Hong Kong donde la RPC acordó usar la traducción de la ROC en ocasiones deportivas internacionales organizadas en China. A nivel doméstico, la RPC continúa usando su propia traducción "Taipéi, China". Durante los Juegos Olímpicos de Verano de 2008, los medios estatales chinos usaron el acordado Zhōnghuá Táiběi tanto a nivel internacional como en la prensa doméstica. Sin embargo, durante los Juegos Olímpicos de Verano de 2020, los medios estatales comenzaron a usar Zhōngguó Táiběi a nivel doméstico el 93% del tiempo. Durante la ceremonia de apertura de los Juegos Olímpicos de Invierno de 2022, la transmisión de los medios estatales de China cortó a un clip del Secretario General del Partido Comunista Chino Xi Jinping cuando la delegación de Taiwán desfiló como Zhōnghuá Táiběi. La transmisión en el estadio presentó al equipo como Zhōnghuá Táiběi, mientras que el comentarista de televisión de Televisión Central de China anunció el nombre de la delegación como Zhōngguó Táiběi.
La Organización Mundial de la Salud, la organización internacional que tiene el chino como uno de sus idiomas oficiales y en la que la ROC participa oficialmente, usa Zhōnghuá Táiběi en las actas de las reuniones cuando la ROC es oficialmente invitada, pero usa Zhōngguó Táiběi en todos los demás contextos.

### Otros idiomas

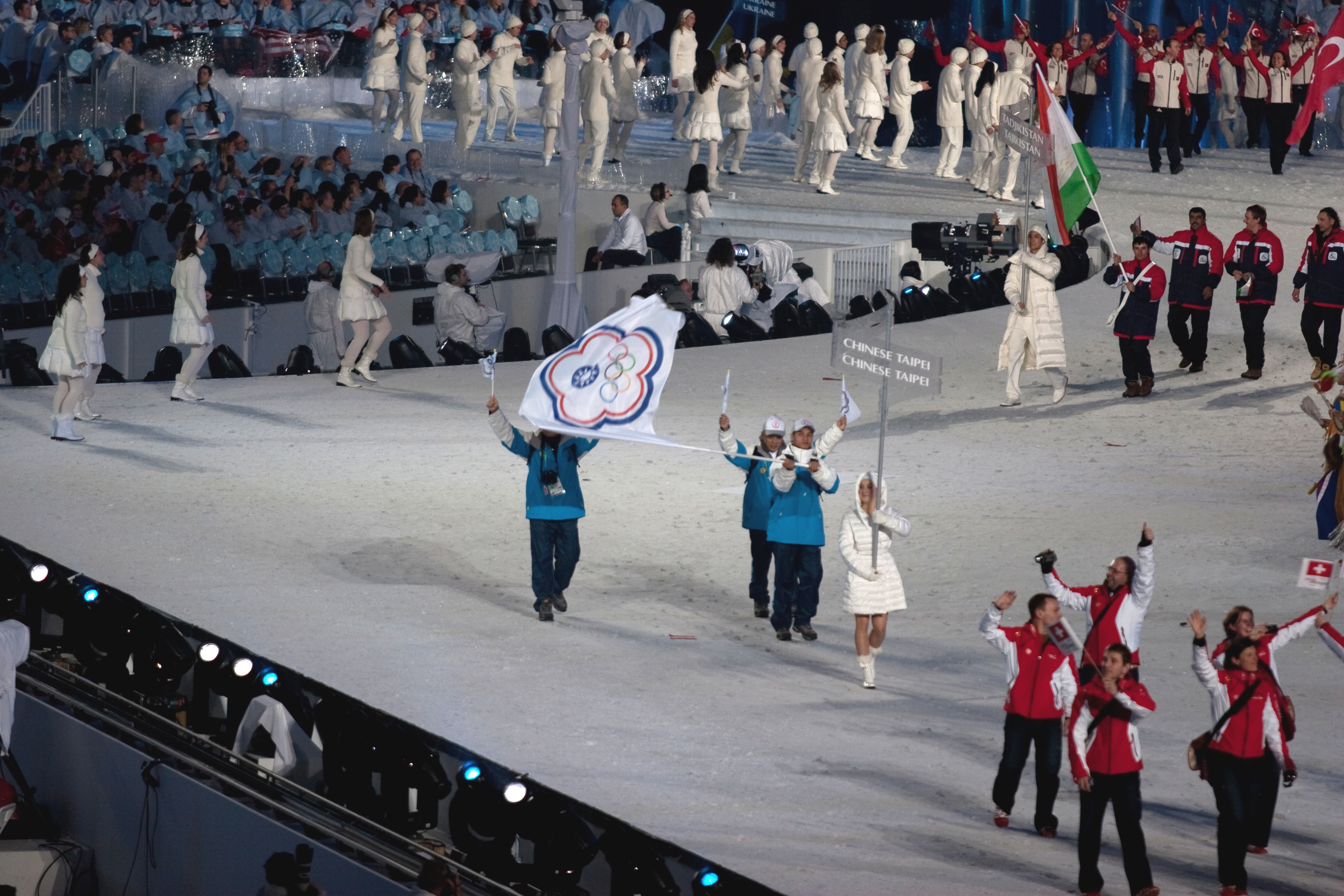
Equipo taiwanés en la ceremonia de apertura de los Juegos Olímpicos de Invierno de 2010 bajo el nombre de China Taipéi en francés e inglés

En francés, se han utilizado oficialmente varios nombres diferentes. La Organización Mundial del Comercio traduce oficialmente el nombre como Taipei Chinois, que tiene un significado ambiguo. El texto de la Resolución de Nagoya del COI en 1979 usó el nombre Taipei de Chine sugiriendo el significado estatal de "Chino". Antes de firmar el acuerdo entre el COI y el Comité Olímpico de China Taipéi en 1981, los representantes de ambos comités decidieron que el nombre en francés no necesitaba especificarse. Solo el nombre en inglés se usaría en los documentos oficiales futuros del COI. Hasta el día de hoy, la página de China Taipéi en el sitio web en francés del COI usa internamente tanto Taipei de Chine como Taipei chinois (con una "c" minúscula; la capitalización no se usa por defecto para adjetivos de origen geográfico en francés) para algunos textos alternativos de imágenes, pero el título de la página en sí simplemente usa el nombre en inglés "Chinese Taipei". Cuando el nombre se anuncia durante el Desfile de Naciones, los locutores en francés e inglés repiten el nombre idéntico "Chinese Taipei" en inglés.
En lenguas asiáticas orientales que normalmente transcribirían directamente del chino, se usa una transliteración en inglés para evitar el problema. Así, Japón usa Chainīzu Taipei (チャイニーズ・タイペイ) mientras que Corea del Sur usa Chainiseu Taibei (차이니스 타이베이) para sus respectivos anuncios en los Juegos Olímpicos o Asiáticos. Mientras tanto, Vietnam sigue principalmente la traducción de la ROC y adapta la transcripción sino-vietnamita para llamar a China Taipéi como Đài Bắc Trung Hoa (alternativamente Đài Bắc, Trung Hoa con una coma o Đài Bắc (Trung Hoa) con paréntesis; 臺北中華, tdl. ‘Taipéi, Zhonghua’) probablemente debido a la inconveniencia cosmética y gramatical al usar la transliteración directa en inglés o la designación original en inglés en el contexto vietnamita.

## Uso del nombre

### Organizaciones y foros internacionales

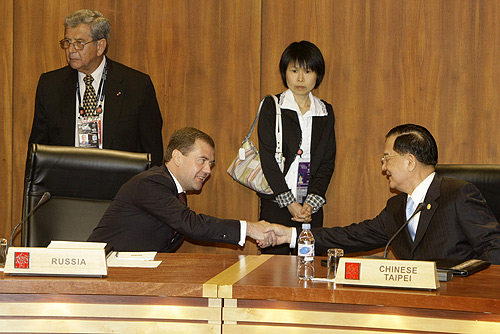
ROC participando como China Taipéi en la Cumbre APEC Perú 2008

Además del Comité Olímpico Internacional y las organizaciones deportivas, Taiwán es una economía miembro del APEC y su nombre oficial en la organización es "China Taipéi". El nombre de Taiwán en la Organización Mundial del Comercio, "Territorio Aduanero Separado de Taiwán, Penghu, Kinmen y Matsu", se abrevia frecuentemente como China Taipéi. También participó como invitado en la Organización Mundial de la Salud (OMS) bajo el nombre de China Taipéi. La OMS es la única agencia de las Naciones Unidas en la que la ROC puede participar, siempre que sea invitada cada año, desde 1971.
La terminología se ha extendido a ámbitos no políticos. La RPC ha presionado con éxito a algunas organizaciones internacionales y ONG para referirse a la ROC como China Taipéi. La Sociedad Internacional de Ciencias Hortícolas reemplazó "Taiwán" con "China Taipéi" en la designación utilizada para la membresía. En un caso similar, dos grupos médicos taiwaneses fueron obligados a cambiar la palabra "Taiwán" en sus nombres de membresía de la ISRRT debido a una solicitud de la OMS.
En el Miss Mundo 1998, el gobierno de la República Popular China presionó a la Organización Miss Mundo para que renombrara a Miss República de China 1998 como "Miss China Taipéi". Lo mismo ocurrió en 2000, pero con la Organización Miss Universo. Tres años después, en el certamen de Miss Universo en Panamá, la primera Miss China oficial y Miss Taiwán compitieron juntas por primera vez en la historia, lo que llevó al gobierno de la RPC a exigir nuevamente que Miss Taiwán asumiera el título de "Miss China Taipéi". Hoy en día, ni Miss Universo ni Miss Mundo, los dos concursos de belleza más grandes del mundo, permiten que las participantes de Taiwán compitan bajo la etiqueta de Taiwán. En 2005, el tercer certamen más grande, Miss Tierra, inicialmente permitió que la concursante taiwanesa compitiera como "Miss Taiwán"; sin embargo, una semana después del certamen, la banda de la concursante se actualizó a "Taiwán ROC". En 2008, Miss Tierra cambió la etiqueta del país a China Taipéi.

### En Taiwán
El nombre es controvertido en el Taiwán moderno; muchos taiwaneses lo ven como el resultado de un compromiso vergonzoso pero necesario, y un símbolo de la opresión que la China continental les impuso. El título "China Taipéi" ha sido descrito como confuso, ya que lleva a algunas personas a creer que "Taipéi" es un país o que está ubicado en o gobernado por la China continental. La olímpica taiwanesa Chi Cheng ha descrito competir bajo este nombre como "irritante, humillante y deprimente".
Los cambios demográficos y de opinión en el país significaron que más del 80% de los ciudadanos en 2016 se consideraban taiwaneses, no chinos, mientras que en 1991, esta cifra era solo del 13,6%. Este aumento radical en la identidad nacional taiwanesa ha llevado a una revaluación y eliminación de etiquetas y figuras "sinocéntricas" establecidas por el gobierno durante el período de la ley marcial. Para eventos deportivos, el equipo de la ROC se abrevia en Taiwán como el Equipo Zhonghua (中華隊). Desde alrededor de los Juegos Olímpicos de Verano de 2004, ha habido un movimiento en Taiwán para cambiar las referencias de los medios al equipo a "Taiwán". Durante los Juegos Olímpicos de Verano de 2020, la mayoría de los canales de televisión se refirieron a la ROC como Equipo Zhonghua, mientras que algunos canales prefirieron Equipo Taiwán (台灣隊).

### Universiada de Verano de 2017

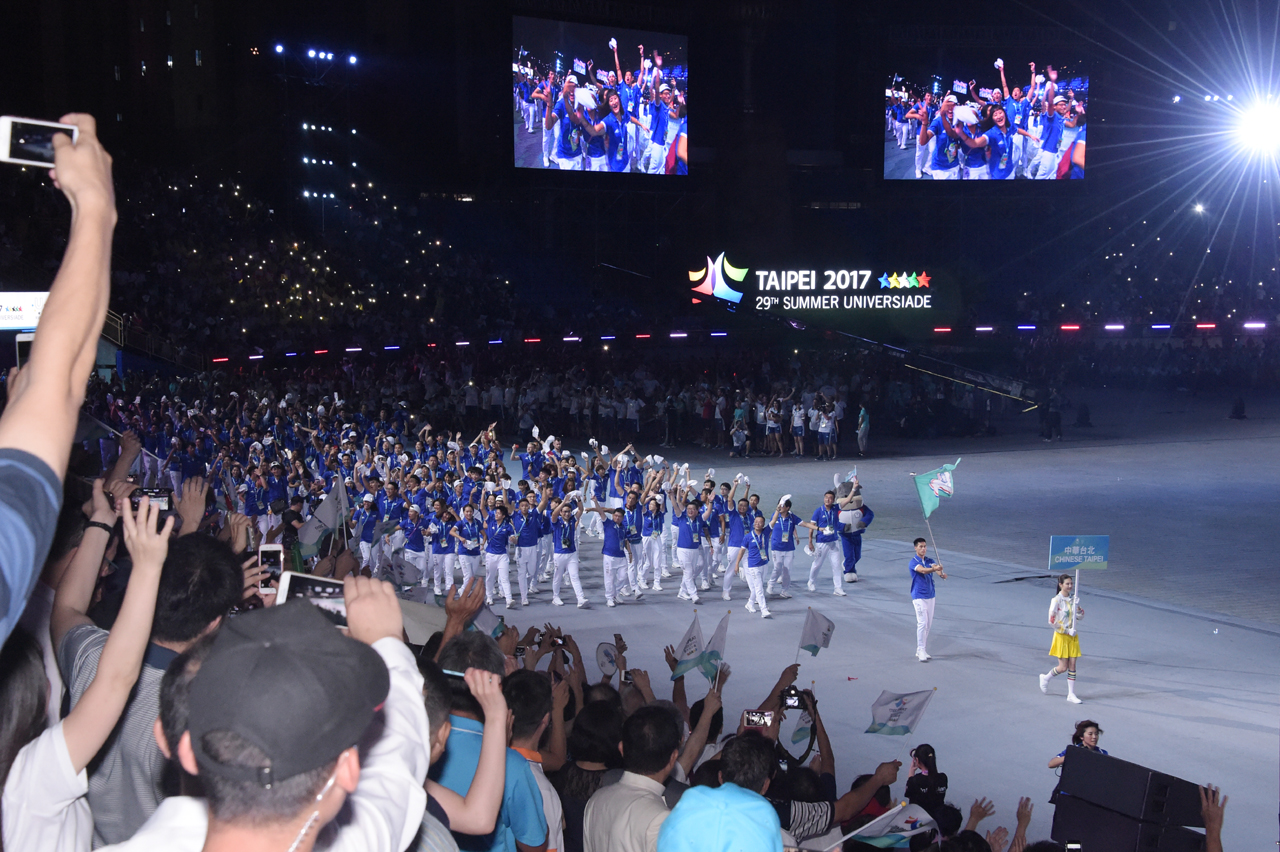
Delegación de China Taipéi en la Universiada de Verano de 2017.

El uso de la etiqueta fue objeto de críticas renovadas y vigorosas durante la preparación de la Universiada de Verano de 2017, organizada en Taiwán. Una guía en inglés para la Universiada fue criticada por su uso "absurdo" de la etiqueta. La guía resultaba incoherente al evitar completamente el nombre "Taiwán" no solo al referirse a la etiqueta bajo la cual compiten los atletas taiwaneses, sino incluso al mencionar características geográficas como la isla de Taiwán misma. Estas declaraciones incluían "Introducción de nuestra isla: ... China Taipéi es larga y estrecha de norte a sur", y "China Taipéi es una isla especial y su capital Taipéi es un gran lugar para experimentar la cultura de Taipéi".
En respuesta, la guía fue retirada y poco después reemitida con la designación "Taiwán" restablecida. A pesar de estas correcciones, cientos de taiwaneses se manifestaron en Taipéi, exigiendo que Taiwán dejara de usar "China Taipéi" en eventos deportivos.

#### Referéndum de 2018
En febrero de 2018, una alianza de organizaciones cívicas presentó una propuesta a la Comisión Electoral Central (CEC) de Taiwán. El referéndum propuesto preguntaba si la nación debería postularse bajo el nombre de "Taiwán" para todos los eventos deportivos internacionales, incluidos los Juegos Olímpicos de Tokio 2020. La propuesta influyó en que el Comité Olímpico de Asia Oriental (EAOC) revocara el derecho de Taichung a albergar los primeros Juegos Juveniles de Asia Oriental debido a "factores políticos". Un representante del Comité Olímpico Internacional (COI) habría dicho que esta fue enteramente una decisión del EAOC, y que el COI no tuvo ningún papel en la decisión. El COI también desaprobó el nombre alterado y envió tres advertencias diferentes al Comité Olímpico de China Taipéi antes de la votación del referéndum, con respecto al problema del cambio de nombre que podría excluir a Taiwán de las competiciones olímpicas.
Los taiwaneses votaron durante el referéndum de 2018 para rechazar la propuesta de cambiar su nombre oficial designado para los Juegos Olímpicos de China Taipéi a Taiwán. El principal argumento para oponerse al cambio de nombre fue la preocupación de que Taiwán pudiera perder su membresía olímpica bajo la presión china, lo que resultaría en que los atletas no pudieran competir en los Juegos Olímpicos. Otra propuesta para los Juegos Olímpicos de Verano de 2024 fue presentada a la CEC de Taiwán en 2021. La propuesta fue finalmente rechazada por la CEC debido a preocupaciones de que podría estar fuera del alcance de la Ley de Referendos de Taiwán, lo que podría hacer que la Ley no fuera aplicable al asunto en cuestión.

## Otras referencias alternativas a Taiwán
La terminología utilizada para referirse a la República de China ha variado según la situación geopolítica. Inicialmente, la República de China era conocida simplemente como "China" hasta 1971, cuando la República Popular China reemplazó a la República de China como el representante legítimo exclusivo de "China" en las Naciones Unidas. Para distinguir a la República de China de la República Popular China, ha habido un creciente apoyo al uso de "Taiwán" en lugar de "China" para referirse a la primera.

### Territorio Aduanero Distinto de Taiwán, Penghu, Kinmen y Matsu
En la Organización Mundial del Comercio, el nombre oficial completo de Taiwán es "Territorio Aduanero Distinto de Taiwán, Penghu, Kinmen y Matsu", mientras que su nombre oficial corto es "China Taipéi". De la misma manera, el nombre oficial completo de la RPC es "República Popular China", mientras que su nombre oficial corto es "China", como se ve en los protocolos de adhesión de ambos miembros.
Al igual que con "China Taipéi", la ROC y la RPC también están en desacuerdo sobre la traducción al chino de este nombre. La ROC usa Tái Pēng Jīn Mǎ Gèbié Guānshuì Lǐngyù (chino simplificado: 台澎金马个别关税领域; chino tradicional: 臺澎金馬個別關稅領域; traducción literal: Territorio Aduanero Distinto de TPKM), mientras que la RPC usa Zhōngguó Táiběi Dāndú Guānshuì Qū (chino simplificado: 中国台北单独关税区; chino tradicional: 中國台北單獨關稅區, traducción literal: Territorio Aduanero Distinto de Taipéi, China).

### Taiwán, provincia de China
Las organizaciones internacionales en las que participa la RPC generalmente no reconocen a Taiwán ni permiten su membresía. Así, por ejemplo, siempre que las Naciones Unidas hacen referencia a Taiwán, que no aparece en su lista de países miembros, usan la designación "Taiwán, Provincia de China", y las organizaciones que siguen los estándares de la ONU generalmente hacen lo mismo, como la Organización Internacional de Normalización en su lista de códigos de país ISO 3166-1. Ciertos programas de direcciones postales basados en la web también etiquetan el nombre de designación del país para Taiwán como "Taiwán, Provincia de China".
El Ministerio de Relaciones Exteriores de Taiwán objetó el término junto con otros nombres, incluidos "Taiwán, China", "Taipéi, China" y "Taiwán Chino" en las directrices emitidas en 2018.

### Isla de Taiwán/Formosa
El término isla de Taiwán o Formosa se usa a veces para evitar cualquier malentendido sobre el movimiento de independencia de Taiwán que se refiera solo a la isla.

### China o República de China

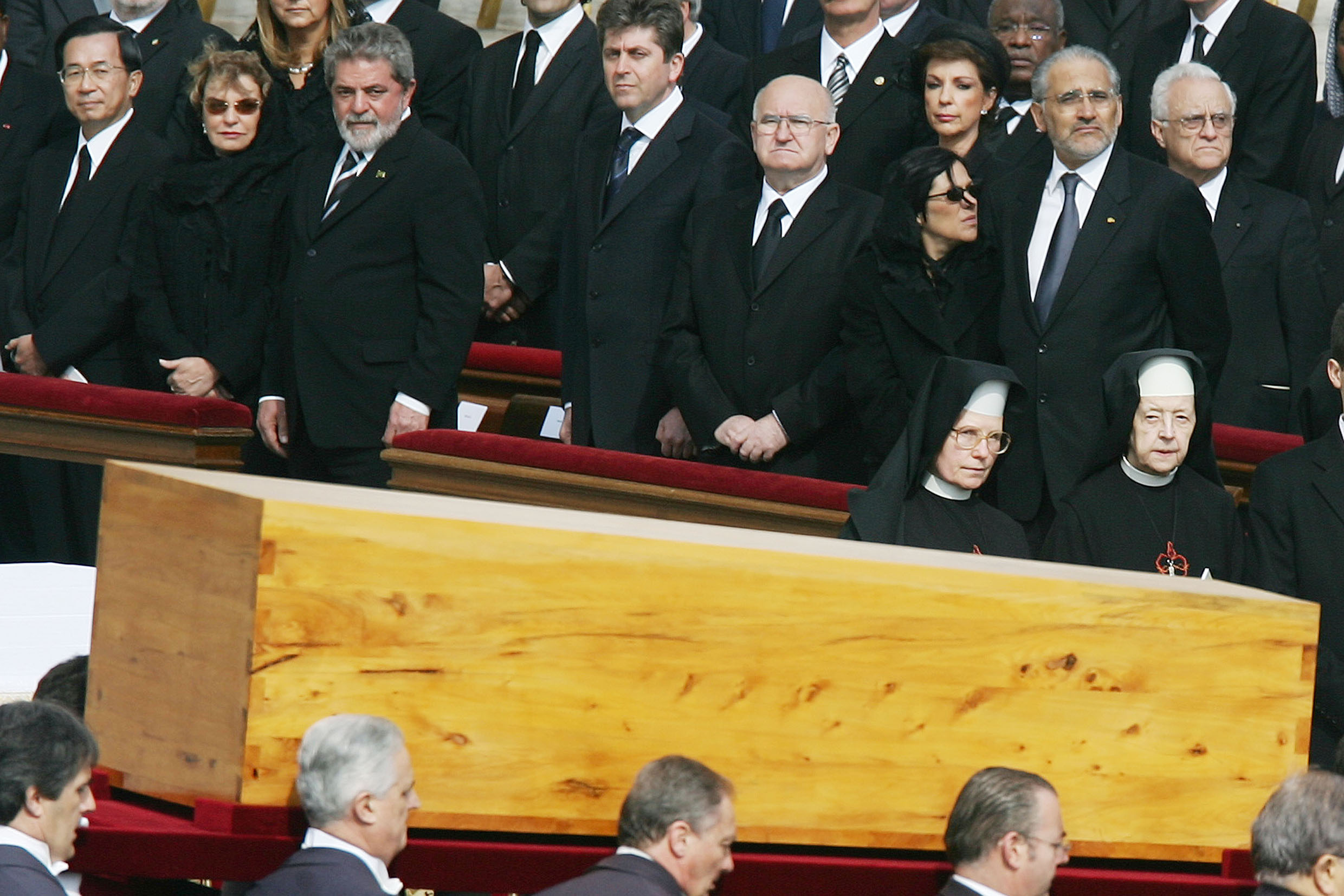
El presidente Chen Shui-bian (extremo izquierdo) que asistió al funeral de Juan Pablo II fue sentado en la primera fila en orden alfabético francés junto a la entonces primera dama y presidente de Brasil.

Algunas organizaciones no gubernamentales en las que la RPC no participa continúan usando "China" o "República de China". La Organización Mundial del Movimiento Scout es una de las pocas organizaciones internacionales que continúan usando el nombre de "República de China", y el afiliado de la ROC como los Scouts de China. Esto se debe a que el escultismo en China continental es muy limitado o no está realmente activo. Asimismo, la masonería está prohibida en la RPC y, por lo tanto, la Gran Logia de China tiene su sede en Taiwán.

### Autoridades gobernantes en Taiwán
Los Estados Unidos usan el término "autoridades gobernantes en Taiwán" en la Ley de Relaciones con Taiwán, definiendo oficialmente el término "Taiwán" para "incluir...las islas de Taiwán y las Pescadores...y las autoridades gobernantes en Taiwán reconocidas por los Estados Unidos como la República de China antes del 1 de enero de 1979". Geográficamente y siguiendo el contenido similar en el anterior tratado de defensa de 1955, excluye las otras islas o archipiélagos bajo el control de la República de China, como Kinmen y las Islas Matsu.

### Otras áreas no especificadas
Las Naciones Unidas publican proyecciones de población para cada nación, con las naciones agrupadas bajo un área geográfica; en 2015, el grupo de Asia Oriental contenía una entrada llamada "Otras áreas no especificadas" que se refería a Taiwán. Sin embargo, la publicación de 2017 actualizó el nombre de la entrada al preferido por la ONU, "Taiwán, Provincia de China".

## Banderas

### Actuales

Bandera de la República de China, origen del símbolo Cielo Azul con un Sol Blanco usado en las banderas olímpicas y otras de "China Taipéi".
Bandera olímpica de China Taipéi.
Bandera de fútbol de China Taipéi.
Bandera paralímpica de China Taipéi.
Bandera sordolímpica de China Taipéi.
Bandera de vóleibol de China Taipéi.
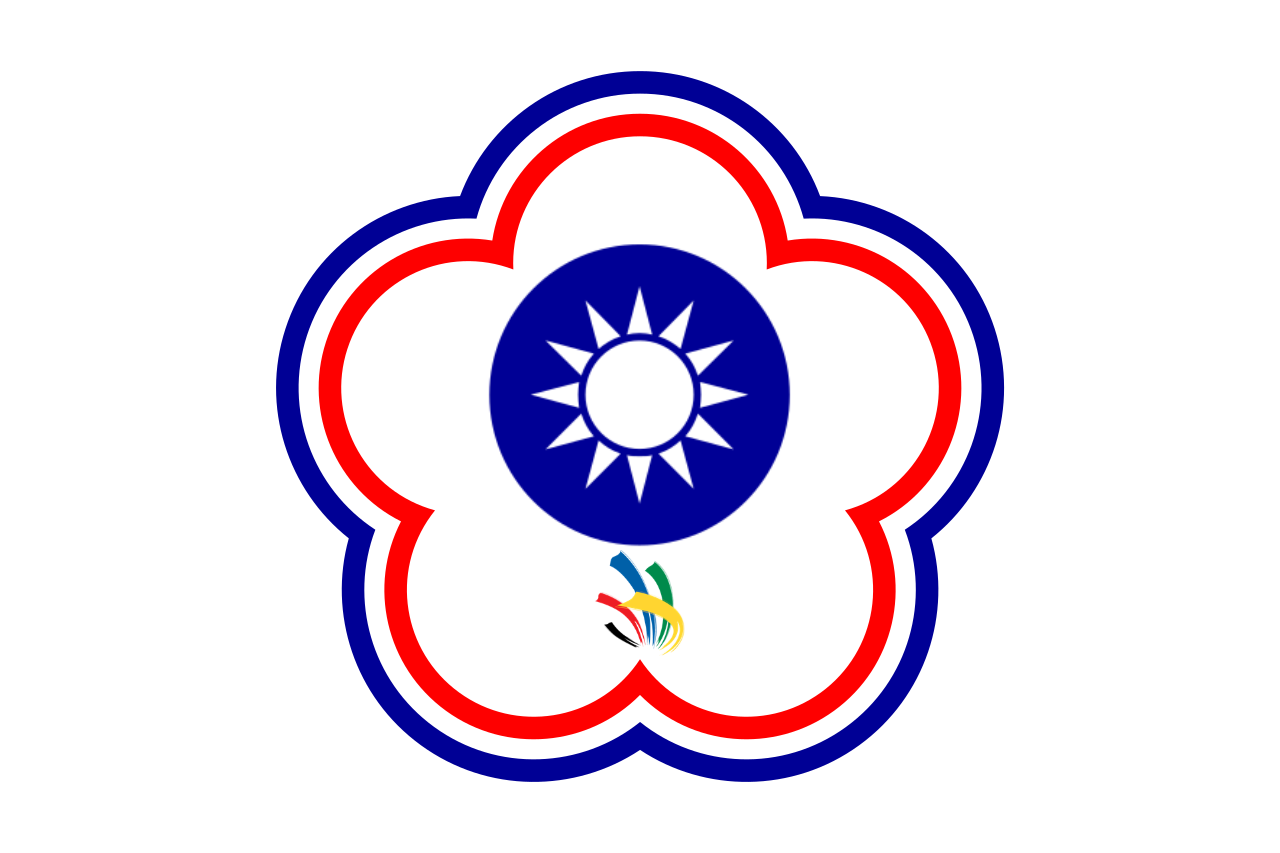
Bandera de WorldSkills International de China Taipéi.
Bandera del FIRST Robotics Competition de China Taipéi.
Bandera de las Universiadas de China Taipéi.
Bandera del Overwatch World Cup de China Taipéi.

### En desuso

Antigua bandera olímpica de China Taipéi, utilizada desde 1981 hasta 1986.
Antigua bandera olímpica de China Taipéi, utilizada desde 1986 hasta el 2010.
Antigua bandera sordolímpica de China Taipéi, utilizada desde 1997 hasta el 2019.
Antigua bandera paralímpica de China Taipéi, utilizada hasta el 2004.
Antigua bandera paralímpica de China Taipéi, utilizada desde el 2004 hasta el 2019.
Antigua bandera de fútbol de China Taipéi, utilizada hasta el 2006.

### No usadas

Bandera de fútbol de China Taipéi hasta 2012 (nunca fue usada por el país, pero sí fue utilizada por la FIFA en su sitio web hasta el 2012).

## Participación olímpica
- 1932-1956 — Participación como China (CHN)
- 1960-1964 — Participación como Taiwán (TAI)
- 1968-1972 — Participación como República de China (ROC)
- 1976-1980 — Ausente
- 1984-act. — Participación como China Taipéi (TPE)